# Manuel Resende
Manuel Resende (Porto, 9 de Março de 1948 - Almada, 29 de janeiro de 2020) foi um jornalista, poeta e tradutor português.

## Biografia
Formado em engenharia mas que não exerceu. Do pai, igualmente engenheiro, herdou o gosto pela poesia e as ideias de esquerda, que viriam a explodir, como luz em terra obscura, com o Maio de 68, que acompanhou, informado, à distância.
As suas últimas preocupações foram a "crise ambiental, a inteligência artificial, a robotização da vida, o futuro".
A sua poesia é "anarquista na forma, surrealista no conteúdo, a sua demanda é a da palavra certa, a que possa ter uma ressonância no mundo".
Para Graça Fonseca, Ministra da Cultura na altura do funeral dele, a obra poética de Manuel Resende, "tão curta quanto intensa, é herdeira e próxima das tradições literárias surrealistas, mas a sua originalidade nunca se deixou limitar por movimentos e grupos".
"Os seus poemas demonstram um esforço de movimento e, também, de aprendizagem e abertura às influências porque, como o próprio dizia, 'Aceito todas as influências. Afirmo-me com o que recebo'", observa.
Como tradutor para a língua portuguesa foi um dos grandes especialistas em grego moderno,
Trabalhou seis anos no Jornal de Notícias.
Trabalhou no Conselho de Ministros da União Europeia como Tradutor/Revisor de 1985 até 2003.
Morreu no Hospital da Luz, em Lisboa, na sequência de um acidente vascular cerebral.

## Obras
Publicou três livros, a que juntou as experiências poéticas que atribuiu a um heterónimo (Mika Ahtisaari, nascido em 1960, em Tampere, na Finlândia) e três inéditos e esparsos.
- «Natureza Morta com Desodorizante» (1983)
- «Em Qualquer Lugar» (1998)
- «O Mundo Clamoroso, Ainda» (2004)
- «Poesia Reunida» (2018)